# Verbandsgemeinde Nastätten
Die Verbandsgemeinde Nastätten im Taunus ist eine Gebietskörperschaft im Rhein-Lahn-Kreis in Rheinland-Pfalz. Der Verbandsgemeinde gehören die Stadt Nastätten sowie 31 weitere Ortsgemeinden an, der Verwaltungssitz ist in der namensgebenden Stadt Nastätten.
Das Gebiet der Verbandsgemeinde Nastätten wird oft auch als Blaues Ländchen bezeichnet, das Informationsblatt der Verbandsgemeinde Nastätten heißt „Blaues Ländchen aktuell“.

## Verbandsangehörige Gemeinden
| Ortsgemeinde, Stadt        | Fläche (km²) | Einwohner |
| -------------------------- | ------------ | --------- |
| Berg                       | 3,30         | 250       |
| Bettendorf                 | 3,24         | 338       |
| Bogel                      | 5,34         | 819       |
| Buch                       | 4,19         | 607       |
| Diethardt                  | 4,42         | 220       |
| Ehr                        | 1,22         | 80        |
| Endlichhofen               | 2,24         | 156       |
| Eschbach                   | 2,58         | 157       |
| Gemmerich                  | 6,79         | 555       |
| Hainau                     | 3,31         | 161       |
| Himmighofen                | 5,04         | 318       |
| Holzhausen an der Haide    | 8,47         | 1.222     |
| Hunzel                     | 4,02         | 267       |
| Kasdorf                    | 4,06         | 232       |
| Kehlbach                   | 2,13         | 184       |
| Lautert                    | 3,56         | 247       |
| Lipporn                    | 4,80         | 280       |
| Marienfels                 | 3,84         | 327       |
| Miehlen                    | 15,01        | 2.064     |
| Nastätten, Stadt           | 13,02        | 4.445     |
| Niederbachheim             | 2,93         | 272       |
| Niederwallmenach           | 6,86         | 410       |
| Oberbachheim               | 2,85         | 205       |
| Obertiefenbach             | 5,77         | 375       |
| Oberwallmenach             | 3,18         | 203       |
| Oelsberg                   | 4,02         | 572       |
| Rettershain                | 4,81         | 311       |
| Ruppertshofen              | 4,78         | 343       |
| Strüth                     | 4,65         | 321       |
| Weidenbach                 | 2,24         | 115       |
| Welterod                   | 9,95         | 466       |
| Winterwerb                 | 2,95         | 153       |
| Verbandsgemeinde Nastätten | 155,59       | 16.675    |

(Einwohner am 31. Dezember 2023)

## Bevölkerungsentwicklung
Die Entwicklung der Einwohnerzahl bezogen auf das Gebiet der heutigen Verbandsgemeinde Nastätten; die Werte von 1871 bis 1987 beruhen auf Volkszählungen:
| Jahr | Einwohner |
| 1815 | 8.507     |
| 1835 | 10.684    |
| 1871 | 11.183    |
| 1905 | 10.842    |
| 1939 | 11.591    |
| 1950 | 12.977    |

| Jahr | Einwohner |
| 1961 | 12.489    |
| 1970 | 13.049    |
| 1987 | 13.834    |
| 1997 | 16.493    |
| 2005 | 16.973    |
| 2023 | 16.675    |

## Verbandsgemeinderat
Der Verbandsgemeinderat Nastätten besteht aus 32 ehrenamtlichen Ratsmitgliedern, die bei der Kommunalwahl am 9. Juni 2024 in einer personalisierten Verhältniswahl gewählt wurden, und dem hauptamtlichen Bürgermeister als Vorsitzendem.
Die Sitzverteilung im Verbandsgemeinderat:
| Wahl | SPD | CDU | Grüne | FDP | FWG | Gesamt   |
| ---- | --- | --- | ----- | --- | --- | -------- |
| 2024 | 8   | 11  | 1     | 2   | 10  | 32 Sitze |
| 2019 | 8   | 10  | 3     | 2   | 9   | 32 Sitze |
| 2014 | 11  | 11  | 2     | 1   | 7   | 32 Sitze |
| 2009 | 12  | 10  | 2     | 2   | 6   | 32 Sitze |
| 2004 | 10  | 12  | 1     | 2   | 7   | 32 Sitze |

- FWG = 1. Freie Wählergruppe „Blaues Ländchen“ e. V. in der Verbandsgemeinde Nastätten

## Bürgermeister
Bürgermeister der VG Nastätten ist Jens Güllering (CDU). Bei einer Stichwahl am 8. Juni 2014 setzte er sich mit einem Stimmenanteil von 68,8 % durch, nachdem bei der Direktwahl am 25. Mai 2014 keiner der ursprünglich drei Bewerber eine ausreichende Mehrheit erreicht hatte. Güllering trat seine achtjährige Amtszeit als Nachfolger von Raimund Friesenhahn am 1. September 2014 an. Bei der Direktwahl am 13. März 2022 wurde er mit einem Stimmenanteil von 93,4 % für weitere acht Jahre in seinem Amt bestätigt.

## Wappen
Blasonierung: „In blau-gold gespaltenem Schild ein rotbewehrter Löwe in verwechselten Farben, begleitet von rechts vier goldenen und links drei blauen Schindeln unter rechts goldenem und links blauem Schrägobereck mit je einem schräg-halbblauen beziehungsweise goldenen Mühlrad.“